# Japanischer Spitzmull
Der Japanische Spitzmull (Urotrichus talpoides) ist eine Säugetierart aus der Familie der Maulwürfe (Talpidae). Sie stellt gleichzeitig den einzigen Vertreter innerhalb der damit monotypischen Gattung Urotrichus dar. Das Verbreitungsgebiet liegt in Japan. Dort sind die Tiere auf den drei südlichen Hauptinseln Honshū, Shikoku und Kyūshū sowie auf einigen kleineren vorgelagerten Inseln wie unter anderem  Dogo und Nord-Tsushima anzutreffen. Die genutzten Landschaften bestehen überwiegend aus Laubwäldern sowie Busch- und offenen Graslanden der Tieflagen und mittleren Gebirgshöhen. Es handelt sich beim Japanischen Spitzmull um eine kleine Form der Maulwürfe, die aber den nah verwandten True-Spitzmull an Größe übertrifft. Äußerlich ähnelt er eher einer Spitzmaus, was sich durch die lange Schnauze und den langen Schwanz ausdrückt. Das Fell weist einen schwarzen bis schwärzlich braunen Farbton auf, auf einzelnen Inseln kommen auch hellere Tiere vor. Der Schwanz ist relativ dick und dient wohl als Fettspeicher. Die Vorderfüße sind schlank und weniger gut zum Graben geeignet.
Die Lebensweise des Japanischen Spitzmulls ist nur in Teilen erforscht. Er lebt tag- und nachtaktiv und ist nur bedingt an eine grabende Lebensweise angepasst, wodurch einen Teil seiner Aktivitäten oberirdisch verbringt. Männchen und Weibchen durchstreifen Aktionsräume, die sich überschneiden können und von ersteren in der Paarungszeit erheblich erweitert werden. Die Nahrung besteht aus Insekten und Regenwürmern sowie bedingt auch pflanzlichen Materialien. Zum Ergreifen seiner Beutetiere nutzt der Japanische Spitzmull unterschiedliche Vorgehensweisen, die an der ober- oder unterirdischen Nahrungssuche angepasst sind. Die Fortpflanzung findet hauptsächlich im Frühjahr statt, eine zweite Phase kann im Spätsommer oder Frühherbst eintreten. Die Weibchen tragen bis zu sechs Jungen aus, die wahrscheinlich rund vier Wochen gesäugt werden.
Die wissenschaftliche Erstbeschreibung des Japanischen Spitzmulls erfolgte im Jahr 1841, bei der sowohl die Art als auch die Gattung definiert wurden. Heute werden zwei Unterarten unterschieden, in der forschungsgeschichtlichen Vergangenheit lag die Anzahl bei bis zu fünf. Außerdem ordneten einige Wissenschaftler auch den True-Spitzmull der Gattung Urotrichus zu. Hier befürworten jedoch cytogenetische, molekulargenetische und anatomische Befunde eine generische Trennung der beiden Angehörigen der Japanischen Spitzmulle. Der Fossilbericht reicht bis in das Mittelpleistozän zurück. Der heutige Bestand gilt als nicht gefährdet.

## Merkmale

### Habitus
Der Japanische Spitzmull ist ein kleiner Vertreter der Maulwürfe, gegenüber dem ebenfalls in Japan vorkommenden True-Spitzmull (Dymecodon pilirostris) repräsentiert er die größere Form. Seine Kopf-Rumpf-Länge variiert von 8,9 bis 10,4 cm. Der Schwanz ist 2,7 bis 3,8 cm lang, was rund ein Drittel der Länge des übrigen Körpers ausmacht. Bei Tieren auf den japanischen Hauptinseln liegt der Anteil bei 32 bis 34 %, bei Individuen von der Insel Tsushima ist der Schwanz mit 34 bis 39 % verhältnismäßig länger (Durchschnitt 37 %). Das Gewicht reicht von 14,5 bis 28,5 g, die Tiere von Tsushima finden sich hier im oberen Größenspektrum wieder. Allgemein ähnelt die Art äußerlich eher einer Spitzmaus, was neben dem langen Schwanz auch durch die verlängerte Schnauze hervorgerufen wird. Im Vergleich zum True-Spitzmull ist die Schnauze aber kürzer und breiter. Äußere Ohren sind nicht erkennbar. Das Fell der Rückenseite ist schwarz bis schwärzlich braun gefärbt, die Unterseite hat einen helleren Farbton. Bei einigen Formen aus dem nördlichen Teil des Verbreitungsgebietes überwiegt die dunkle Farbgebung, sie geht kontinuierlich zu einem Kastanienbraun bei Tieren aus dem südlichen Vorkommen über. Abweichend davon weist die Population von Tsushima eine überwiegend hellere Tönung auf. Das Winterfell ist dunkler als das Sommerfell. Insgesamt zeigt sich das Fell als weniger dicht als beim True-Spitzmull, dagegen liegt der Anteil von langen Leithaaren mit im Mittel 1,3 % etwas höher. Gelegentlich kann ein Albinismus beobachtet werden, der partiell oder vollständig auftritt. Der Schwanz ist eher kurz sowie dick und besitzt eine Keulenform. Hier treten flaschebürstenartig angeordnete Borsten auf. Auffallenderweise variiert die Schwanzdicke bei einzelnen Individuen über das Jahr. Histologisch besteht die Weichteilstruktur des Schwanzes zum Teil aus Weißem Fettgewebe, das möglicherweise als Fettspeicher und Energiereserve dient. Die Vorderfüße sind etwas breiter als beim True-Spitzmull, aber generell schmal gebaut. Die Handfläche weist eine Größe von 1,0 bis 1,2 cm × 0,5 bis 0,7 cm auf. Die Hinterfüße werden 1,4 bis 1,6 cm lang. Weibchen besitzen drei Zitzenpaare, wovon eins im Brust-, null bis eins im Bauch- und eins bis zwei im Lendenbereich liegen.

### Schädel- und Gebissmerkmale
Die größte Schädellänge variiert von 23,8 bis 27,5 mm, die größte Breite am Hirnschädel von 11,3 bis 13,8 mm. Hier wird die größte Höhe mit 7,2 bis 8,6 mm erreicht. Im Bereich des Jochbogens beträgt die Schädelbreite 8,8 bis 10,6 mm. An den Orbita verengt sich der Schädel auf 5,6 bis 6,7 mm. Das Rostrum ist am vorderen Ende 3,0 bis 3,9 mm breit, erweitert sich aber auf Höhe der Molaren mit 6,7 bis 8,5 mm auf nahezu das Doppelte. Insgesamt ist der Schädel größer und robuster als der des True-Spitzmulls und weist ein kürzeres und breiteres Rostrum auf. Das Gebiss umfasst 36 Zähne. Die Zahnformel lautet einerseits {\displaystyle {\frac {2.1.4.3}{1.1.3.3}}}, andererseits wird auch {\displaystyle {\frac {3.1.3.3}{2.1.2.3}}} angegeben. Beide Varianten resultieren aus der unterschiedlichen Interpretation, welcher der Zähne vor den Molaren der oberen und unteren Zahnreihe zurückgebildet wurde. Definitiv verloren gegangen ist der erste untere Schneidezahn. Bezogen auf erstere Zahnformel ist der vordere obere Schneidezahn sehr groß und endet spitz, der zweite Schneidezahn erreicht nur die halbe Höhe des ersten. Der obere Eckzahn ist klein. Die Prämolaren weisen nur eine Spitze auf und nehmen nach hinten an Größe zu. In der unteren Gebissreihe ragt der vordere Schneidezahn schräg nach vorn, ähnlich dem oberen läuft er in einer Spitze aus. Im Vergleich zum True-Spitzmull ist er deutlich größer. Der Eckzahn und die Prämolaren entsprechen einander in Größe und Form. Die hinteren Zähne sind generell hochkronig (hypsodont) und nicht niederkronig (brachyodont) wie beim True-Spitzmull. Verschiedentlich treten Zahnanomalien in Form von überzähligen oder fehlenden Exemplaren auf, was bei etwa 1,7 % aller untersuchten Tiere nachgewiesen wurde. Dies betrifft sowohl die obere als auch die untere Gebisshälfte und schließt häufig Positionen vor und nach dem Eckzahn ein. Außerdem können einzelne Populationen auf Inseln Variationen aufweisen, die die relative Zahngröße und die Komplexität der Kauflächenstruktur betreffen. Die Länge der oberen Zahnreihe beträgt 9,7 bis 11,6 mm, die der unteren 8,7 bis 10,2 mm.

### Eimersches Organ
Rund um die Nasenlöcher der unbehaarten Nase und zusätzlich auf einem jeweils seitlich liegenden kleinen Fleck zeigen sich beim Japanischen Spitzmull zahlreiche buckelartige Aufwölbungen oder Papillen. Ihr Durchmesser liegt bei rund 50 μm, der höchste Bereich wird durch eine Scheibe markiert. Jede Aufwölbung bildet das Ende von Nervenbahnen. Sie formen das Eimersche Organ, ein feinfühliges Tastwerkzeug, das vor allem für grabende Maulwürfe typisch ist. Insgesamt kommen beim Japanischen Spitzmull rund 1360 Buckel vor, ursprüngliche Angaben gingen von bis zu 3000 aus.

### Genetische Merkmale
Der diploide Chromosomensatz lautet 2n = 34. Er setzt sich aus 20 metazentrischen, 6 submetazentrischen und 6 subtelozentrischen Autosomenpaaren zusammen. Das X-Chromosom ist metazentrisch, das Y-Chromosom klein und fleckenförmig. Die Anzahl an Armen der Autosomen (fundamentale Anzahl) beträgt 64.

## Verbreitung und Lebensraum

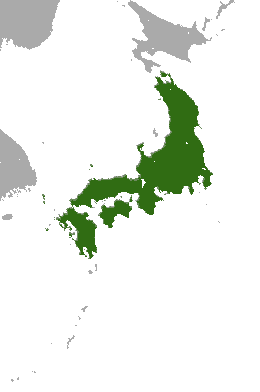
Verbreitungsgebiet des Japanischen Spitzmulls

Der Japanische Spitzmull ist endemisch in Japan verbreitet. Sein Vorkommen umfasst die drei südlichen Hauptinseln Honshū, Shikoku und Kyūshū. Zusätzlich sind Populationen auf einigen kleineren Inseln bekannt, hierzu gehören Tsushima, Fukue-jima, die Amakusa-Inseln, Mishima, die Oki-Inseln einschließlich Dōgo sowie Shōdoshima, Awajishima, Notojima und Awashima. In der Regel ist die Art in tieferen Lagen anzutreffen. Der Lebensraum besteht aus Wäldern, Buschlandschaften und offenem Grasland. Zumeist bevorzugen die Tiere Laubwälder gegenüber Nadelwäldern. In der Höhenverbreitung deckt sich die obere Grenze teilweise mit der Laubwaldlinie. Dadurch tritt der Japanische Spitzmull sowohl sympatrisch als auch parapatrisch mit dem True-Spitzmull auf, letzterer besiedelt eher häufig höhere Gebirgslagen. Der gegenseitige Wechsel ist unter anderem am Fuji im zentralen Honshū und am Daisen im südwestlichen Honshū beobachtet worden. Am ersteren Berg lebt der Japanische Spitzmull bis in Höhenlagen um 1600 m über dem Meeresspiegel, am letzteren in bis zu 1200 m. Der True-Spitzmull lässt sich dem gegenüber in einer Höhe von 1500 bis 2380 m am Fuji und in 1400 bis 1600 m am Daisen beobachten. An der Bandai-Berggruppe im zentralen Honshū liegt die Verbreitungsgrenze der beiden Arten bei rund 1350 m. Hier scheint es aber in einem Untersuchungszeitraum zwischen 1978/1980 und 1998 zu einer Verschiebung gekommen zu sein, wodurch sich der Japanische Spitzmull in höhere Lagen ausbreitete, der True-Spitzmull hingegen weiter zurückzog. Dadurch besteht zwischen beiden Arten wohl eine Habitat-Trennung, bei der erstere bessere und zuträglichere Böden besiedelt als letztere. Regelmäßig genutzte Habitate des Japanischen Spitzmulls bestehen aus feuchten Flussufern, wiederbewachsenen Pfad- und Straßenrändern sowie unter Büschen gelegene Stellen auf mächtige Rohböden. Gelegentlich dringen die Tiere in felsige oder steinige Landschaften mit Flechten- und Moosbewuchs vor, außerdem kommen sie mit Landschaften aus Trockenwäldern beziehungsweise Brand- und Rodungsflächen zurecht. In zuträglichen Lebensräumen beträgt die Populationsdichte etwa 6,9 bis 13,1 Individuen je Hektar mit nur geringen jahreszeitlichen Schwankungen.

## Lebensweise

### Territorialverhalten
Die Lebensweise des Japanischen Spitzmulls ist nur in Teilen detailliert untersucht. Die Tiere sind weniger gut an die grabende Lebensweise angepasst als im Vergleich zu den ebenfalls auf Japan vertretenen Ostasiatischen Maulwürfen (Mogera). Allerdings legen sie auch oberflächennahe Gänge und Tunnel an, deren Durchmesser bei 2,5 bis 2,8 cm, selten bis 5 cm beträgt. In die Gangsysteme sind Nester eingearbeitet, die aus pflanzlichem Material bestehen. Die Ausgänge der Tunnel sind mitunter durch Kothaufen markiert, auf denen als zusätzlicher Anzeiger Pilze der Gattung der Fälblinge wachsen. Jedes Individuum nutzt einen Aktionsraum, der zwischen 450 und 2150 m² groß ist. Hierbei bestehen keine Unterschiede zwischen männlichen und weiblichen Tieren. Bei fortpflanzungswilligen Männchen in der Paarungszeit kann der genutzte Raum deutlich ansteigen und bis zu 4100 m² einnehmen. Ein vergleichbarer Anstieg ist bei weiblichen Tieren nicht zu beobachten. Die Aktionsräume der beiden Geschlechter überlappen sich ganzjährig. Dies trifft auch auf jene der Männchen zu, was sich während der Fortpflanzungsphase durch die Vergrößerung noch intensiviert. Bei den Weibchen kommt es zu weniger starken Überschneidungen. Prinzipiell ist der Japanische Spitzmull tag- und nachtaktiv. Nachts kommt er verstärkt an die Erdoberfläche. Der Tag ist in drei Aktivitätszyklen unterteilt.

### Ernährung
Der Japanische Spitzmull ernährt sich von Wirbellosen und teilweise auch von pflanzlichem Material. Die Untersuchung von rund 290 Mageninhalten aus dem gesamten Verbreitungsgebiet der Art erbrachte einen Anteil von fast 51 % an Insekten. Diese verteilen sich auf Käfer wie Laufkäfer, Blatthornkäfer, Rüsselkäfer und Schnellkäfer. Untergeordnet spielen auch Zweiflügler, Hautflügler und Schmetterlinge eine Rolle. Zumeist sind in der Beute sowohl ausgewachsene Individuen als auch Larven vertreten. Mit gut 32 % bilden Regenwürmer eine weitere wichtige Kategorie. Andere Beutetiere umfassen Spinnen, Hundertfüßer, Krebstiere und Schnecken. Unter den Pflanzen wurden vor allem Samen und Wurzeln, seltener Früchte verzehrt, ihr Anteil liegt bei weniger als 10 %.
Die Nahrung wird sowohl oberirdisch als auch in Tunneln und Gängen gesucht. Dabei ist vor allem der Geruchssinn von Bedeutung, womit die Beute grob geortet werden kann. Die Jagdtaktik passt der Japanische Spitzmull der jeweiligen Situation an. Die Suche an der Erdoberfläche erfolgt unter Blättern und Laubabfall, teilweise gräbt ein Tier auch kleine Löcher. In der Regel entfernt es sich nicht weiter als 30 bis 50 cm von den Eingängen der Tunnel. Aufgespürte Beute beißt der Japanische Spitzmull an, weicht aber schnell zurück und wiederholt den Vorgang mehrfach. In unmittelbarer Umgebung von Tunneleingängen zieht er seine Beute auch in die Gänge. Bei der Nahrungssuche in den Gängen inspiziert der Japanische Spitzmull kleine Hohlräume, die teilweise mit den Vorderfüßen abgetastet werden. Bevorzugt werden hier Löcher von 4 bis 6 mm Durchmesser. Potentieller Beute nähert er sich langsam, dann wird sie angebissen und mit kräftigen Rückwärtsbewegungen aus der Erde in die Gänge gezogen. Für das Fangen der Beute kommen jeweils die langen Schneidezähne zum Einsatz. Angriffe finden auf alle Körperpartien statt. Beim Verzehr eines Regenwurms frisst der Japanische Spitzmull jedoch zuerst das Kopfende.

### Fortpflanzung
Die Fortpflanzungszeit des Japanischen Spitzmulls reicht von März bis Mai, trächtige Weibchen können aber bereits Ende Februar beobachtet werden. Beginn und Dauer verschieben sich etwas in Richtung Norden. Eine etwa kürzere Phase findet noch im Zeitraum vom Juli bis September statt. Paarungsbereite Tiere wiegen mindestens 14 g bei den Männchen und 13 g bei den Weibchen. Bei männlichen Individuen kommt es im Vorfeld zu einem enormen Anschwellen der Hoden, die dann 5 bis 8 mm lang werden. Danach schrumpfen sie wieder auf rund 1 mm Länge. Weibchen tragen eins bis sechs Embryonen aus, der Durchschnitt liegt bei 3,1 bis 3,6, abhängig von der Untersuchungsregion. Das Gewicht der Weibchen kann dann bis zu 26 g betragen. Spätestens im April oder Mai verlässt der Nachwuchs das mütterliche Nest. Aufgrund der Zeitspanne zwischen dem Beobachten tragender Weibchen und wandernder Jungtiere wird von einer Trächtigkeit und Saugzeit von jeweils vier Wochen ausgegangen. Der Nachwuchs bringt nicht vor dem nächsten Frühjahr eigene Jungen zur Welt. Im Unterschied zu anderen Maulwürfen Japans, hier hauptsächlich einige Ostasiatische Maulwürfe, sind bei den Weibchen des Japanischen Spitzmulls keine Hermaphroditen belegt.
Verschiedene untersuchte Populationen, die mitunter aus bis zu rund 290 Individuen bestanden, setzten sich zu einem Großteil aus Jungtieren und Individuen in ihrem zweiten Lebensjahr zusammen, die jeweils 47 beziehungsweise 30 % ausmachten. Tiere im dritten Lebensjahr traten mit einem Anteil von 20 % auf, während noch ältere nur rund 3 % ausmachten. Demnach beträgt das Höchstalter möglicherweise rund drei Jahre. Das Geschlechterverhältnis war relativ ausgeglichen.

### Fressfeinde, Kommensalen und Parasiten
Der Japanische Spitzmull ist aufgrund seiner häufigeren oberirdischen Aktivitäten ein Beutetier zahlreicher Prädatoren. Unter den Vögeln gehört der Habichtskauz dazu, bei dem nach Untersuchungen von 17 Nestern im zentralen Japan die Maulwurfsart etwa 5 % der erlegten Tiere ausmacht. Andere Beutegreifer werden durch den Taigabussard repräsentiert, in dessen vielfältigen Beutespektrum der Japanische Spitzmull bis zu 11 % erreichen kann. Säugetiere sind des Weiteren mit dem Japanischen Marder und dem Rotfuchs ebenso wie mit dem eingeführten Goldstaubmungo zu nennen. Für die ersten beiden genannten ist der Japanische Spitzmull mit im Jahresmittel 4,9 beziehungsweise 3,8 % der erlegten Beute eher von nachrangiger Bedeutung in der ansonsten von Nagetieren und Hasenartigen dominierten Nahrung. Hinzu kommen Schlangen wie die Japanische Waldnatter und selten auch Fische wie der Forellenbarsch als potentielle Fressfeinde. In seinem Lebensraum tritt der Japanische Spitzmull häufig mit anderen Kleinsäugern wie Feldmäusen, Waldmäusen und Rotzahnspitzmäusen gemeinsam auf.
Es besteht eine reich dokumentierte Palette an Parasiten, die den Japanischen Spitzmull befallen. Äußere Schmarotzer betreffen vor allem Zecken und Flöhe. Erstere sind etwa mit Ixodes, letztere mit Histrichopsylla, Palaeopsylla, Ctenophthalmus und Peromyscopsylla vertreten. Darüber hinaus kommen Milben vor, etwa Androlaelaps, welche recht häufig nachweisbar sind und an gut 50 % aller untersuchten Individuen des Japanischen Spitzmulls parasitieren. Innere Parasiten betreffen hauptsächlich verschiedene Würmer wie Fadenwürmer, beispielsweise Thominx, Spirura, Capillaria und Rhabditis, oder Bandwürmer wie Hymenolepis. Außerdem sind Kokzidien belegt, so Eimeria und Isospora. Der Japanische Spitzmull gilt außerdem als Träger von Corynebacterium, welches Diphtherie auslösen und teilweise auch auf Fressfeinde übertragen werden kann, ebenso von Francisella, das wiederum für die Tularämie verantwortlich ist.

## Systematik
Der Japanische Spitzmull ist eine Art aus der Gattung Urotrichus und deren einziges Mitglied, wodurch sie als rezent monotypisch betrachtet wird. Sowohl die Art als auch die Gattung gehören wiederum zur Familie der Maulwürfe (Talpidae). Zusammen mit dem nahe verwandten True-Spitzmull (Dymecodon) bildet der Japanische Spitzmull innerhalb der Familie die Tribus der Japanischen Spitzmulle (Urotrichini). In einigen Systematiken werden den Urotrichini auch noch die Langschwanzmaulwürfe (Scaptonyx) und der Amerikanische Spitzmull (Neurotrichus) zugeordnet, doch fassen anderen Autoren beide als Angehörige separater Triben auf (Scaptonychini und Neurotrichini). Gemäß molekulargenetischer Untersuchungen besteht zwischen den drei Maulwurfslinien eine enge Verwandtschaft, sie bilden zusammen eine monophyletische Einheit. Als definierender Unterschied kann der variierende Gebissaufbau genannt werden. Die Urotrichini sowie die Scaptonychini und Neurotrichini schließen Maulwürfe ein, die nur teilweise an ein unterirdisches Leben angepasst sind. Die Trennung der drei Gruppen von den anderen Linien der Maulwürfe fand bereits im Oberen Eozän vor rund 37 Millionen Jahren statt. Eine stärkere Diversifizierung setzte dann in einem Zeitraum von vor 30 bis 27 Millionen Jahren im Oligozän ein. Die nächstverwandte Gruppe besteht aus einer gemeinsamen Klade, die sich aus den Eigentlichen Maulwürfen (Talpini), den Desmanen (Desmanini) und dem Sternmull (Condylurini) formiert. Übergeordnet werden alle genannten Maulwurfslinien der Unterfamilie der Altweltmaulwürfe (Talpinae) zugewiesen, letzterer gehören zusätzlich noch die Neuweltmaulwürfe (Scalopini) an. Die Altweltmaulwürfe vereinen sowohl unterirdisch grabende als auch semi-aquatische lebende Tiere aus Eurasien und aus Nordamerika.
Einzelne Autoren wiesen dem Japanischen Spitzmull bis zu fünf Unterarten zu:
- U. t. adversus Thomas, 1908; auf Tsushima
- U. t. centralis Thomas, 1908, auf Shikoku
- U. t. hondonis Thomas, 1908; auf Honshū, Shikoku und Kyūshū
- U. t. minutus Tokuda, 1932; auf  Dogo
- U. t. talpoides Temminck, 1841; auf Kyushu

Japanische Wissenschaftler unterschieden hingegen teilweise nur zwei Unterarten. Diese Unterteilung wurde im Jahr 2018 im achten Band des Standardwerkes Handbook of the Mammals of the World übernommen:
- U. t. adversus Thomas, 1908; auf Tsushima
- U. t. talpoides Temminck, 1841; auf Honshū, Shikoku und Kyūshū, zusätzlich auch auf einigen kleineren Inseln

Im letzteren Fall gelten alle Unterarten bis auf U. t. adversus als synonym zur Nominatform U. t. talpoides.
Inwiefern die Unterteilung in Unterarten Bestand hat, ist momentan nicht gesichert. Cytogenetischen Untersuchungen zufolge lassen sich zwei karyotypische Formengruppen differenzieren, die sich anhand des Chromosoms 14 unterscheiden. Geographisch werden diese durch die Flüsse Kurobe und Fuji in Zentralhonshū voneinander getrennt. Die westliche Gruppe (westliches Honshū, Shikoku und Kyūshū) charakterisiert sich durch ein subtelozentrisches Chromosom 14, während dieses in der östlichen (östliches Honshū) metazentrisch aufgebaut ist. Die Variation im entsprechenden Chromosomenpaar entstand durch eine perizentrische Inversion, also einer Umkehrung eines Abschnitts des Chromosoms. Die cytogenetischen Unterschiede finden zudem Entsprechungen in einzelnen speziellen anatomischen Schädelmerkmalen. Eine taxonomische Beurteilung erfolgte bisher nicht.
Fossilformen der Gattung Urotrichus sind nicht bekannt. Eine Zeitlang wurde eine Art namens Urotrichus dolichochir mit unsicherer Zuweisung geführt. Diese geht auf Claude Gaillard aus dem Jahr 1899 zurück, der sie anhand eines Oberarmknochens aus der obermiozänen Fundstelle La Grive-Saint-Alban im südöstlichen Frankreich eingeführt, aber der Gattung der Langschwanzmaulwürfe zugeschlagen hatte. Im Jahr 1974 verwies sie J. Howard Hutchison vorübergehend an die Seite des Japanischen Spitzmulls. Nachdem umfangreicheres Material zusätzlich an einigen Lokalitäten in Polen entdeckt worden war, ergaben sich engere Beziehungen zur Gattung Quyania, die jedoch dem Amerikanischen Spitzmull näher steht. Weiterhin problematisch ist die Stellung von Urotrichus giganteus, im Jahr 2006 von Reinhard Ziegler anhand mehrerer Oberarmknochen aus den wiederum obermiozänen Lokalitäten von Schernham in Oberösterreich und Götzendorf im Wiener Becken benannt. Der Oberarmknochen ist in seinen Ausmaßen doppelt so groß wie der des heutigen Japanischen Spitzmulls. Andere Autoren sehen den Verweis zu Urotrichus skeptisch und mahnen eine Revision des Fundmaterials an.

## Forschungsgeschichte

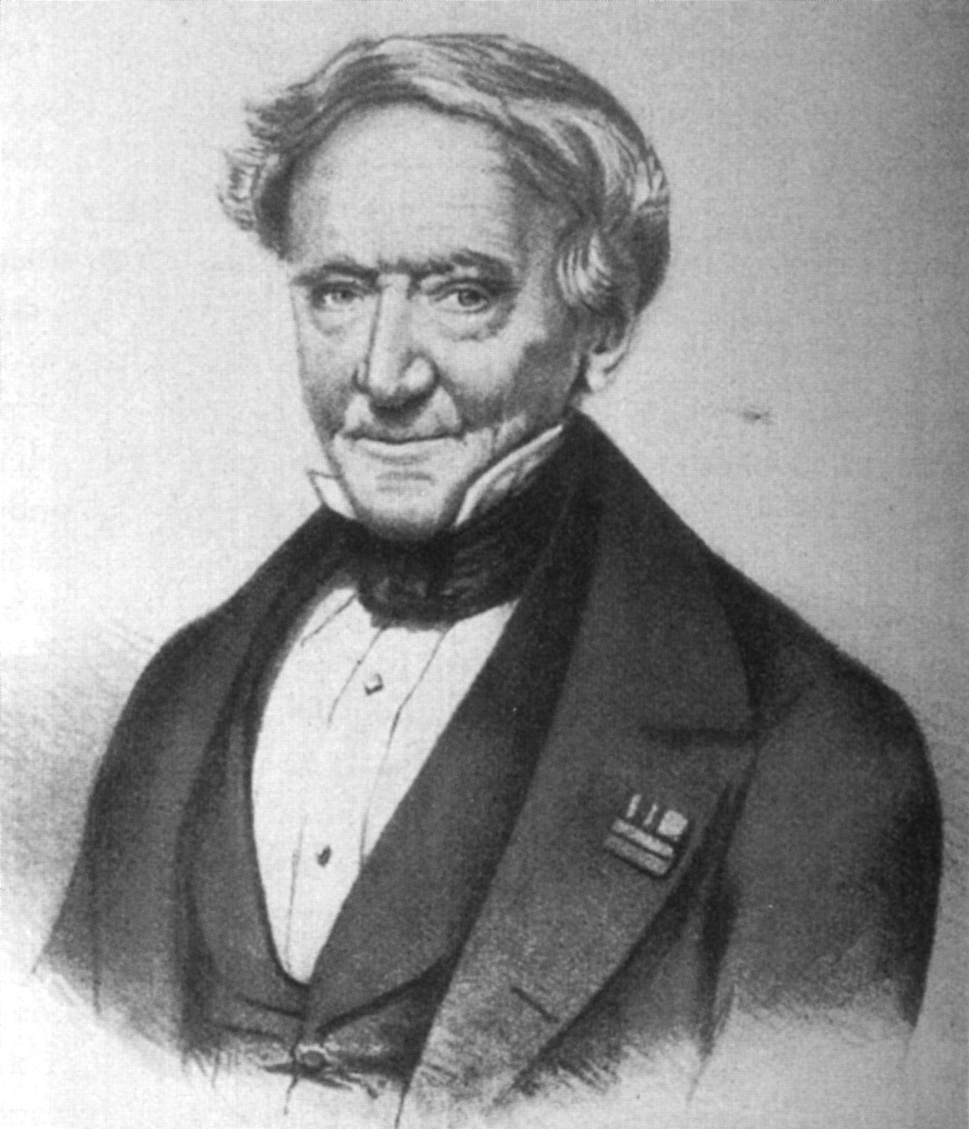
Coenraad Jacob Temminck

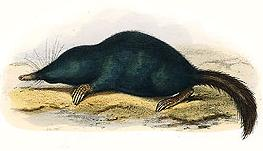
Historische Darstellung des Japanischen Spitzmulls aus dem Jahr 1880

Die erste Erwähnung des Japanischen Spitzmulls in der westlichen Welt stammt von Coenraad Jacob Temminck aus dem Jahr 1839. In einem Aufsatz zur Fauna Japans erwähnte Temminck ein grabendes Tier, das er in eine Mittlerstellung zwischen den Spitzmäusen und den Maulwürfen verwies. Als wissenschaftliche Bezeichnung gab er Urotrichus talpoides an, womit er sowohl der Gattung als auch der Art einen Namen verlieh. Aufgrund einer fehlenden Beschreibung wird diese frühe Benennung jedoch als Nomen nudum betrachtet. Die wissenschaftliche Erstbeschreibung der Art legte Temminck dann zwei Jahre später unter der gleichen wissenschaftlichen Bezeichnung vor. Hierin behandelte er den Japanischen Spitzmull über mehrere Seiten und gab Auskunft über Aussehen und Lebensweise der Tiere. Als Verbreitung wies er die Inseln Kyūshū und Shikoku aus, erstere gilt als Typuslokalität. Der Gattungsname Urotrichus leitet sich von den griechischen Wörtern οὐρά (ura) für „Schwanz“ und τριχός (trichos) für „Haar“ ab und bezieht sich auf den fellbedeckten Schwanz.
Im Jahr 1905 stellte Oldfield Thomas eine Untersuchung mehrerer Individuen von verschiedenen Lokalitäten in Japan vor und verwies sie zur Unterart U. t. pilirostris. Er gab damit zu Protokoll, dass er den True-Spitzmull, der knapp zwanzig Jahre zuvor von Frederick William True als Dymecodon pilirostris wissenschaftlich eingeführt worden war, lediglich für eine Unterart des Japanischen Spitzmulls hielt, da dessen Belegexemplar seiner Meinung nach ein Jungtier repräsentiere. Nur drei Jahre später sah sich Thomas nach der Untersuchung des Holotypus des True-Spitzmulls in einem Aufsatz veranlasst, seine Aussage zu revidieren und die Form als eigenständig zu betrachten. Er benannte daher seine zuvor angegebene Unterart in U. t. hondonis um. In der gleichen Veröffentlichung führte er noch U. t. centralis und U. t. adversus als Unterarten ein, erstere basierend auf einem weiblichen Individuum aus Tokushima auf Shikoku, letztere unter Berufung auf ein männliches Exemplar aus dem Norden der Insel Tsushima. Bis auf U. t. adversus ist aber keine der Unterarten anerkannt, sondern werden als identisch mit der Nominatform U. t. talpoides betrachtet. Gleiches gilt für die 1932 von Mitosi Tokuda kreierte Unterart U. t. minutus, für die ein männliches Individuum von der kleinen Insel Dōgo zur Verfügung stand. Bereits drei Jahre zuvor hatte Shigeo Kanda eine weitere Form namens U. t. yokohamanis aufgestellt, die jedoch ebenfalls nur ein Synonym r4für U. t. talpoides ist.
Der als rezent monotypisch angesehenen Gattung Urotrichus wurden im Laufe der Forschungsgeschichte mehrere weitere Arten zugesprochen. Hierzu gehört der Amerikanische Spitzmull, den sein Erstbeschreiber Spencer Fullerton Baird im Jahr 1857 als zu der Gattung zugehörig interpretierte. Doch bereits im Jahr 1880 gliederte Albert Günther den Amerikanischen Spitzmull aufgrund einer abweichenden Gebissgestaltung wieder aus und kreierte für ihn die eigene Gattung Neurotrichus. Der ursprünglich als eigenständig angesehene True-Spitzmull wurde im Jahr 1966 von John Reeves Ellerman und Terrence C. S. Morrison-Scott in Urotrichus eingeordnet. Beide Autoren hielten hierbei die unterschiedliche Gebissausprägung der beiden Japanischen Spitzmulle für nachrangig, da derartige variierende Merkmale auch bei anderen Maulwurfsgattungen verzeichnet sind. Der Schritt stieß auf geteiltes Echo – japanische Forscher lehnten ihn zumeist ab, westliche Forscher unterstützten ihn teilweise. Allerdings befürworten sowohl cytogenetische Analysen als auch anatomische und molekulargenetische Studien eine Eigenständigkeit von Dymecodon gegenüber Urotrichus.

## Stammesgeschichte
Der Japanische Spitzmull ist eher selten im Fossilbericht vertreten. Aus dem Oberen Miozän Europas sind einige Oberarmknochen, beschrieben als Urotrichus giganteus, und einzelnen Zähne bekannt, deren genaue systematische Stellung aber unklar bleibt. Eindeutig fassbar ist der Japanische Spitzmull dann erstmals im jüngeren Mittelpleistozän Japans. Reste aus dieser Zeit stammen aus der Ikumo-Höhle und den Ubi-Kosan-Steinbrüchen, die beide in der Präfektur Yamaguchi im äußersten Südwesten der Hauptinsel Honshū liegen. Beide Fundstellen weisen eine recht reichhaltige Faunengemeinschaft auf und datieren nach absoluten Daten um 190.000 bis 180.000 Jahre vor heute. Das Material besteht aus einzelnen Gebissfragmenten. Gemeinsam mit dem Japanischen Spitzmull tritt hier auch der True-Spitzmull auf. Die Funde aus der Sugi-ana-Höhle in der Präfektur Gifu im zentralen Bereich von Honshū gehören wahrscheinlich bereits der erste Hälfte des Jungpleistozäns an. Der schmale Eingangsschacht fällt über 80 m beinahe senkrecht ab. Die in der Höhle geborgene umfangreiche Fauna erbrachte sowohl den Japanischen als auch den True-Spitzmull, wobei ersterer seltener als letzterer ist. Hervorzuheben ist außerdem der Kontrast zwischen den dominanten gebirgigen Faunenelementen gegenüber den weit rareren der Tieflagen. Aus dem ausgehenden Jungpleistozän wurden mehrere Fundstellen mit dem Japanischen Spitzmull dokumentiert. Zu nennen wären die Aisawa-Steinbrüche in der Präfektur Tochigi, zentrales Honshū, oder die östliche Spaltenfüllung des Suse-Steinbruchs in der Präfektur Aichi, südzentrales Honshū, sowie der relativ benachbart gelegene Yage-Steinbruch in der Präfektur Shizuoka. Des Weiteren sind Funde aus der Kumaishi-do-Höhle in der Präfektur Gifu und der Kannondo-Höhle in der Präfektur Hiroshima im südlichen Honshū belegt. An beiden Fundstellen tritt ebenfalls der True-Spitzmull auf, an letztgenannter kommt es zu einer sich abwechselnden Häufigkeit der beiden Arten in der Schichtenfolge. Mit der Seiryukutsu-Höhle in der Präfektur Fukuoka befindet sich ein Fundplatz im Norden der Insel Kyūshū. Hier ist der Japanische Spitzmull recht häufig anwesend. Daneben blieb die Art zusätzlich an einigen Lokalitäten des frühen Holozäns überliefert, so etwa in der westlichen Spaltenfüllung des Suse-Steinbruchs, in der Tanuki-ana-Höhle in der Präfektur Yamaguchi, der Domen-Höhle in der Präfektur Hiroshima und wiederum in der Kannondo-Höhle. Im Unterschied zur spätpleistozänen Folge der letztgenannten ist in der holozänen lediglich der Japanische Spitzmull präsent. Als seltenes Element erscheint der Japanische Spitzmull zudem in der Ninjinkubo-First-Höhle in der Präfektur Fukuoka auf Kyūshū.

## Bedrohung und Schutz
Der Bestand des Japanischen Spitzmulls wird von der IUCN in die Kategorie „nicht gefährdet“ (least concern) eingestuft. Als Begründung gibt die Naturschutzorganisation die weite Verbreitung, das häufige Auftreten und die relativ stabile Population an. Größere Gefährdungen sind nicht bekannt. Die Art kommt in mehreren Naturschutzgebieten vor.